# Topolino in visita
Topolino in visita, meglio noto col titolo delle riedizioni home video Topolino va a passeggio (Mickey Steps Out) è un film del 1931 diretto da Burt Gillett. È un cortometraggio animato della serie Mickey Mouse, prodotto dalla Walt Disney Productions e uscito negli Stati Uniti il 22 giugno 1931, distribuito dalla Columbia Pictures.

## Trama
Topolino si prepara per un appuntamento ed esce di casa. Pluto decide di andare con lui, ma Topolino lo lega alla cuccia per non seguirlo. Il cane lo segue comunque tirandosi dietro la cuccia. Arrivato a casa di Minni, Topolino ascolta di nascosto la fidanzata mentre suona il pianoforte e canta, ma Pluto, che si mette a inseguire un gatto, lo fa scoprire. Minni invita Topolino ad entrare, e ricomincia a suonare mentre il fidanzato balla e fa il giocoliere. L'inseguimento fra Pluto e il gatto, però, si sposta all'interno della casa. I due animali mettono a soqquadro la casa di Minni, distruggendo infine la stufa e ricoprendo tutti di fuliggine.

## Distribuzione

### Edizione italiana
Esistono due edizioni italiane del corto. In DVD è stata inclusa l'edizione originale, senza doppiaggio italiano e con il titolo in inglese. Quella trasmessa in TV è invece doppiata in italiano, colorata al computer e presenta dei nuovi titoli di testa e di coda (con il titolo italiano). Il doppiaggio italiano elimina il riferimento finale ad Al Jolson (Pluto, annerito dalla fuliggine, dice "Mammy!"), cambiando la battuta in "Minni!".

## Edizioni home video

### DVD
Il cortometraggio è incluso nel DVD Walt Disney Treasures: Topolino in bianco e nero, con titolo e doppiaggio originale.